# Pen y Fan
Der Pen y Fan [pɛnəˈvan] ist mit einer Höhe von 886 m die höchste Erhebung in Südwales.
Der Berg ist Teil der Bergkette Brecon Beacons im Brecon-Beacons-Nationalpark und besteht aus Old-Red-Sandstein aus dem Devon mit starken Spuren aus der letzten Eiszeit.
Neben britischen Spezialeinheiten, die auf dem Berg trainieren, wird das Gelände regelmäßig von Wanderern und Teilnehmern des jährlichen Pen-y-Fan-Laufs genutzt. Der National Trust bemüht sich, die fortschreitende Erosion des Geländes aufzuhalten.

## Tommy-Jones-Obelisk
Auf dem Weg zum Gipfel steht ein Obelisk, der an den fünfjährigen Tommy Jones erinnert, der hier im August 1900 ums Leben kam. Tommy Jones, Sohn eines Bergarbeiters in Rhondda, verirrte sich bei Cwm Llwch Farmhouse, als er von einem Besuch bei seinen Großeltern heimkehren wollte. Die Stelle, an der seine Leiche nach 29-tägiger Suche aufgefunden wurde, wurde durch diesen Obelisk gekennzeichnet, der seitdem Wanderern als Orientierungshilfe dient.
Die Inschrift auf dem Obelisken lautet:

“This obelisk marks the spot where the body of Tommy Jones, aged 5, was found. He lost his way between Cwm Llwch farm and the Login on the night of August 4, 1900. After an anxious search of 29 days his remains were discovered on September 1. Erected by voluntary subscription. W. Powell Price Mayor of Brecon 1901”

„Dieser Obelisk markiert die Stelle, wo der Leichnam von Tommy Jones, 5 Jahre alt, gefunden wurde. Er verirrte sich auf seinem Weg zwischen Cwm Llwch und dem Login in der Nacht des 4. August 1900. Nach einer angsterfüllten Suche von 29 Tagen wurden seine leiblichen Überreste am 1. September entdeckt. Errichtet durch freiwillige Teilnehmer. W. Powell Price Bürgermeister von Brecon 1901“

Es blieb allerdings unerklärlich, wie der Junge in diese Höhe vordringen konnte.

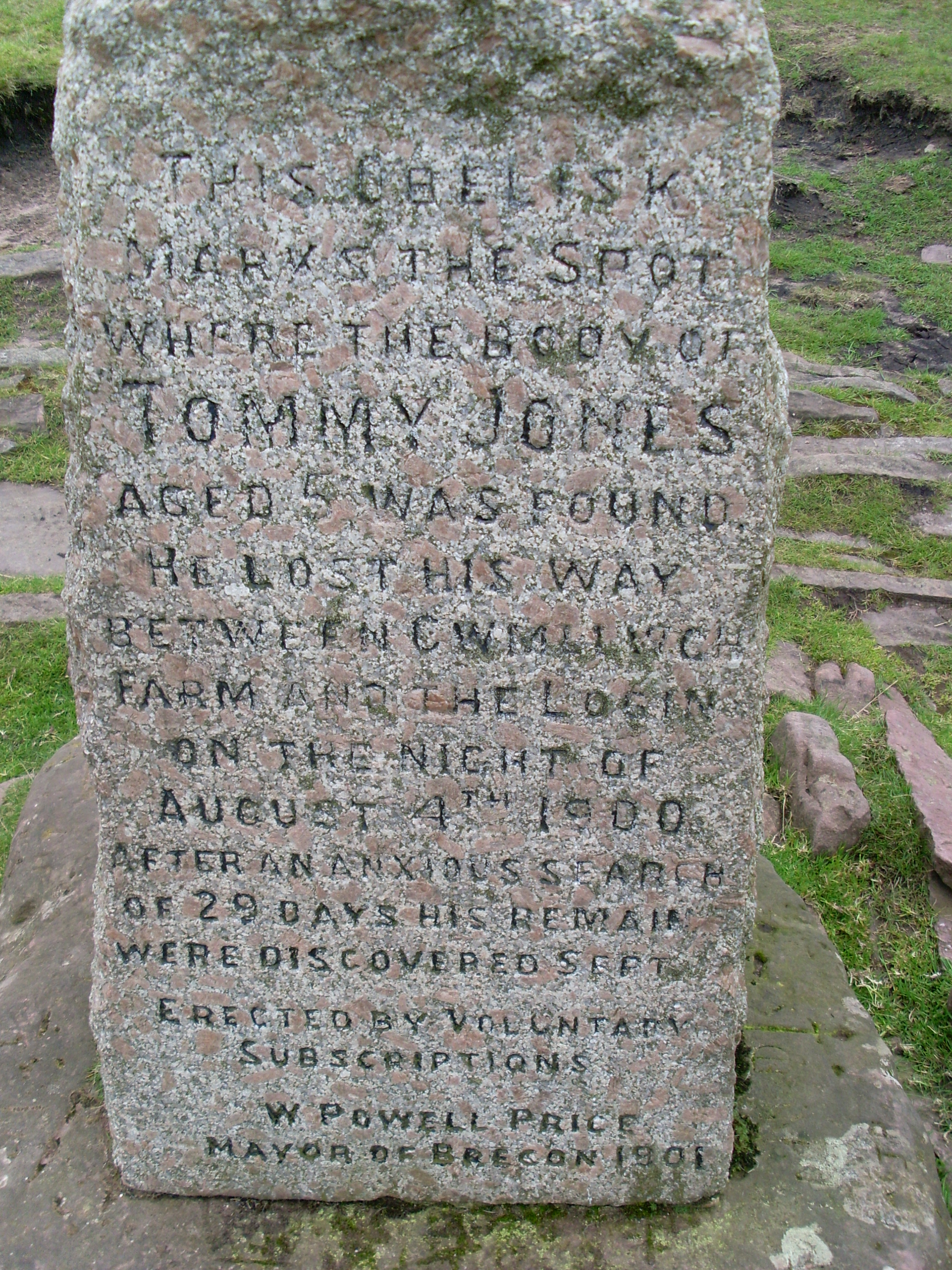
Tommy-Jones-Obelisk
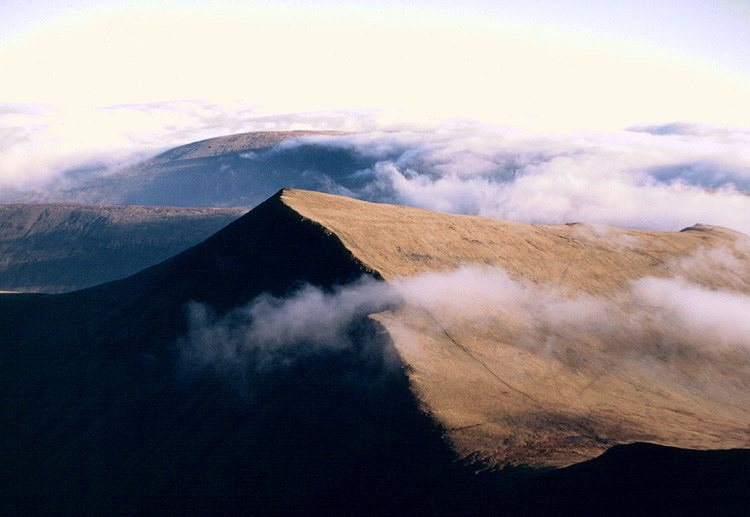
Blick vom Pen y Fan in den Cribyn (795 m), Brecon Beacons